# Phượng Tù Hoàng
Phượng Tù Hoàng (chữ Hán:: 凤囚凰, tiếng Anh: Untouchable Lovers) là bộ phim truyền hình Trung Quốc chuyển thể từ cuốn tiểu thuyết cùng tên của nhà văn Thiên Y Hữu Phong (天衣有风).
Bộ phim do Vu Chính sản xuất, với sự tham gia của các diễn viên chính Quan Hiểu Đồng, Tống Uy Long, Ngô Cẩn Ngôn, Bạch Lộc, Trương Hinh Dư... Phim phát sóng ở kênh Hồ Nam TV từ ngày 14 tháng 1 đến 16 tháng 4 năm 2018. Tại Việt Nam, phim được phát hành dưới định dạng lồng tiếng Việt.

## Lịch phát sóng
| Kênh              | Quốc gia            | Ngày                             | Thời gian | Ghi chú |
| ----------------- | ------------------- | -------------------------------- | --- | --- |
| Hồ Nam TV         | Trung Quốc          | 14 tháng 1 năm 2018              | Hai tập phát sóng từ chủ nhật đến thứ hai 22: 00-00: 00                                                                 | Giờ kim cương |
| Mango TV Iqiyi    | Trung Quốc Đài Loan | 14 tháng 1 năm 2018              | Cập nhật hai tập từ chủ nhật đến 23:00 thứ hai (Các thành viên thường xem lần đầu tiên), mở khóa vào 24:00 ngày hôm sau | Những khán giả đã xem tập đầu tiên trong ngày trên TV Bắt đầu từ 23:00 trong thời gian quảng cáo Người dùng VIP có thể xem trước tập thứ hai trong ngày |
| Astro Quan Jia HD | Malaysia            | 28 tháng 2 năm 2018 - 15 tháng 3 | Thứ Bảy đến Thứ Năm 20: 00-21: 00                                                                                       | |
| Astro Quan Jia HD | Malaysia            | 18 tháng 3 năm 2018 - 19 tháng 4 | Chủ Nhật đến thứ Năm 20: 00-21: 00                                                                                      | |
| Astro Quan Jia HD | Malaysia            | 23 tháng 4 năm 2018 - 8 tháng 5  | Thứ Hai đến Thứ Sáu 20: 00-21: 00                                                                                       | |

## Rating
| Hồ Nam TV rating  | Hồ Nam TV rating  | Hồ Nam TV rating                                                                              | Hồ Nam TV rating                                                                              | Hồ Nam TV rating                                                                              | Hồ Nam TV rating                                                                              | Hồ Nam TV rating                                                                              | Hồ Nam TV rating                                                                              | Hồ Nam TV rating |
| Tập phim          | Ngày chiếu        | Thành phố (CSM52)                                                                             | Thành phố (CSM52)                                                                             | Vị trí                                                                                        | Toàn quốc (CSM)                                                                               | Toàn quốc (CSM)                                                                               | Vị trí                                                                                        | Ghi chú |
| Tập phim          | Ngày chiếu        | Rating                                                                                        | Thị phần                                                                                      | Vị trí                                                                                        | Rating                                                                                        | Thị phần                                                                                      | Vị trí                                                                                        | Ghi chú |
| ----------------- | ----------------- | --------------------------------------------------------------------------------------------- | --------------------------------------------------------------------------------------------- | --------------------------------------------------------------------------------------------- | --------------------------------------------------------------------------------------------- | --------------------------------------------------------------------------------------------- | --------------------------------------------------------------------------------------------- | --- |
| 1 - 2             | 14/1/2018         | 0.795                                                                                         | 5.924                                                                                         | 5                                                                                             | 0.48                                                                                          | 4.34                                                                                          | 4                                                                                             | |
| 3 - 4             | 15/1/2018         | 0.656                                                                                         | 5.223                                                                                         | 8                                                                                             | 0.54                                                                                          | 5.18                                                                                          | 5                                                                                             | |
| n/a               | 16/1/2018         | n/a                                                                                           | n/a                                                                                           | n/a                                                                                           | n/a                                                                                           | n/a                                                                                           | n/a                                                                                           | CCTV-8 大話紅娘 kết thúc |
| n/a               | 17/1/2018         | n/a                                                                                           | n/a                                                                                           | n/a                                                                                           | n/a                                                                                           | n/a                                                                                           | n/a                                                                                           | CCTV-8 熊爸熊孩子 phát sóng |
| 5 - 6             | 21/1/2018         | 0.776                                                                                         | 5.296                                                                                         | 6                                                                                             | 0.64                                                                                          | 5.21                                                                                          | 6                                                                                             | |
| 7 - 8             | 22/1/2018         | 0.752                                                                                         | 5.524                                                                                         | 7                                                                                             | 0.53                                                                                          | 4.82                                                                                          | 7                                                                                             | |
|                   | 28/1/2018         | Vì phát sóng lễ trao giải Duyệt vắn siêu cấp phong vân 2017 nên tạm thời hoãn lịch chiếu phim | Vì phát sóng lễ trao giải Duyệt vắn siêu cấp phong vân 2017 nên tạm thời hoãn lịch chiếu phim | Vì phát sóng lễ trao giải Duyệt vắn siêu cấp phong vân 2017 nên tạm thời hoãn lịch chiếu phim | Vì phát sóng lễ trao giải Duyệt vắn siêu cấp phong vân 2017 nên tạm thời hoãn lịch chiếu phim | Vì phát sóng lễ trao giải Duyệt vắn siêu cấp phong vân 2017 nên tạm thời hoãn lịch chiếu phim | Vì phát sóng lễ trao giải Duyệt vắn siêu cấp phong vân 2017 nên tạm thời hoãn lịch chiếu phim | CCTV-8 熊爸熊孩子kết thúc, 幸福起航 bắt đầu phát sóng cùng ngày                                                                              |
| 9 - 10            | 29/1/2018         | 0.827                                                                                         | 5.974                                                                                         | 6                                                                                             | 0.62                                                                                          | 5.19                                                                                          | 7                                                                                             | |
| 11 - 12           | 4/2/2018          | 0.668                                                                                         | 4.726                                                                                         | 5                                                                                             | 0.65                                                                                          | 5.31                                                                                          | 6                                                                                             | |
| 13 - 14           | 5/2/2018          | 0.74                                                                                          | 5.529                                                                                         | 6                                                                                             | 0.73                                                                                          | 6.09                                                                                          | 7                                                                                             | |
| 15 - 16           | 11/2/2018         | 0.867                                                                                         | 5.345                                                                                         | 3                                                                                             | 0.83                                                                                          | 5.59                                                                                          | 4                                                                                             | |
| 17 - 18           | 12/2/2018         | 0.891                                                                                         | 5.984                                                                                         | 3                                                                                             | 0.77                                                                                          | 5.54                                                                                          | 5                                                                                             | CCTV-8 幸福起航 kết thúc, bắt đầu phát sóng 幸福有配方 cùng thời gian Đông Phương, Bắc Kinh TV Lang Nha Bảng: Phong khởi trường lâm kết thúc |
| 19 - 20           | 18/2/2018         | 0.788                                                                                         | 4.974                                                                                         | 2                                                                                             | 0.74                                                                                          | 5.21                                                                                          | 3                                                                                             | |
| 21 - 22           | 19/2/2018         | 0.714                                                                                         | 4.464                                                                                         | 4                                                                                             | 0.88                                                                                          | 6.19                                                                                          | 4                                                                                             | |
| 23 - 24           | 25/2/2018         | 0.684                                                                                         | 4.63                                                                                          | 6                                                                                             | 0.71                                                                                          | 5.64                                                                                          | 5                                                                                             | CCTV-8 幸福有配方 kết thúc, bắt đầu phát sóng 我的父亲我的兵 cùng thời gian                                                                  |
| 25 - 26           | 26/2/2018         | 0.646                                                                                         | 4.464                                                                                         | 4                                                                                             | 0.73                                                                                          | 5.8                                                                                           | 5                                                                                             | |
| 27 - 28           | 4/3/2018          | 0.602                                                                                         | 4.526                                                                                         | 6                                                                                             | 0.49                                                                                          | 4.62                                                                                          | 6                                                                                             | |
| 29 - 30           | 5/3/2018          | 0.79                                                                                          | 6.692                                                                                         | 6                                                                                             | 0.5                                                                                           | 5.28                                                                                          | 8                                                                                             | |
| 31-32             | 11/3/2018         | 0.681                                                                                         | 4.89                                                                                          | 6                                                                                             | 0.46                                                                                          | 4.28                                                                                          | 7                                                                                             | CCTV-8 我的父亲我的兵 kết thúc |
| 33-34             | 12/3/2018         | 0.659                                                                                         | 5.868                                                                                         | 7                                                                                             | 0.44                                                                                          | 5.12                                                                                          | 9                                                                                             | CCTV-8 突击再突击 bắt đầu phát sóng |
| 35-36             | 18/3/2018         | 0.654                                                                                         | 5.038                                                                                         | 6                                                                                             | 0.41                                                                                          | 4.24                                                                                          | 8                                                                                             | |
| 37-38             | 19/3/2018         | 0.7                                                                                           | 5.637                                                                                         | 6                                                                                             | 0.43                                                                                          | 4.43                                                                                          | 10                                                                                            | |
| n/a               | 24/3/2018         | n/a                                                                                           | n/a                                                                                           | n/a                                                                                           | n/a                                                                                           | n/a                                                                                           | n/a                                                                                           | CCTV-8 突击再突击 kết thúc |
| 39-40             | 25/3/2018         | 0.671                                                                                         | 5.117                                                                                         | 4                                                                                             | 0.45                                                                                          | 4.26                                                                                          | 7                                                                                             | CCTV-8 刀锋下的替身 bắt đầu phát sóng |
| 41-42             | 26/3/2018         | 0.613                                                                                         | 3.354                                                                                         | 8                                                                                             | 0.38                                                                                          | 4.19                                                                                          | 10                                                                                            | |
| 43-44             | 1/4/2018          | 0.585                                                                                         | 4.755                                                                                         | 6                                                                                             | 0.36                                                                                          | 3.73                                                                                          | 8                                                                                             | CSM52 thành phố thiếu dữ liệu Lhasa |
| 45/46             | 2/4/2018          | 0.738                                                                                         | 6.483                                                                                         | 3                                                                                             | 0.37                                                                                          | 4.23                                                                                          | 10                                                                                            | |
| n/4               | 6/4/2018          | n/a                                                                                           | n/a                                                                                           | n/a                                                                                           | n/a                                                                                           | n/a                                                                                           | n/a                                                                                           | CCTV-8 刀锋下的替身 kết thúc |
| n/4               | 7/4/2018          | n/a                                                                                           | n/a                                                                                           | n/a                                                                                           | n/a                                                                                           | n/a                                                                                           | n/a                                                                                           | CCTV-8 猎豺狼 bắt đầu phát sóng |
| 47-48             | 8/4/2018          | 0.591                                                                                         | 5.042                                                                                         | 7                                                                                             | 0.33                                                                                          | 3.54                                                                                          | 10                                                                                            | |
| 49-50             | 9/4/2018          | 0.734                                                                                         | 6.494                                                                                         | 7                                                                                             | 0.4                                                                                           | 4.34                                                                                          | 8                                                                                             | |
| 51-52             | 15/4/2018         | 0.719                                                                                         | 5.913                                                                                         | 4                                                                                             | 0.33                                                                                          | 3.43                                                                                          | 9                                                                                             | |
| 53-54             | 16/4/2018         | 0.768                                                                                         | 7.714                                                                                         | 5                                                                                             | 0.39                                                                                          | 4.47                                                                                          | 9                                                                                             | |
| Rating trung bình | Rating trung bình | 0.716                                                                                         | 5.4                                                                                           | n/a                                                                                           | 0.54                                                                                          | 4.82                                                                                          | n/a                                                                                           | |

## Nội dung
Thiên Cơ Các là tổ chức hàng đầu muốn lật đổ Lưu Tử Nghiệp, hoàng đế đang tại vị của Lưu Tống. Để thực hiện âm mưu, Thiên Cơ Các âm thầm thay thế chị gái Lưu Tử Nghiệp là Sơn Âm Công chúa Lưu Sở Ngọc, bằng một người có dung mạo y hệt, tên Chu Tước (朱雀).
Dưới thân phận Sở Ngọc, Chu Tước gặp Dung Chỉ (容止), sủng nam của Công chúa, thực tế là gián điệp của Bắc Ngụy. Trải qua bao khó khăn nguy hiểm, Sở Ngọc và Dung Chỉ dần nảy sinh tình cảm, song Dung Chỉ không thừa nhận mà luôn che đậy với lý do "lợi dụng để đạt được mục đích". Sau đó, Dung Chỉ giả chết để mong Sở Ngọc tha thứ. Mọi chuyện không dừng lại ở đó vì cả hai cùng mất đi trí nhớ, lưu lạc mỗi người một nơi.
5 năm sau, cả hai trùng phùng khi Sở Ngọc bị ép liên hôn với Nhiếp chính vương Bắc Ngụy, người đó không ai khác chính là Dung Chỉ. Sở Ngọc tiếp tục đối diện với các mưu mô cung đình, thậm chí là chiến tranh đẫm máu. Sau nhiều lần sát cánh bên nhau, Dung Chỉ - vốn là một nam nhân vô cùng lý trí, cũng trở nên mù quáng trước tình cảm đối với Sở Ngọc, bất chấp triều đình và Hoàng đế Bắc Ngụy chỉ trích.

## Bảng phân vai

### Diễn viên chính
| Diễn viên      | Vai diễn                                     | Giới thiệu |
| -------------- | -------------------------------------------- | --- |
| Quan Hiểu Đồng | Lưu Sở Ngọc (刘楚玉)                         | Sơn Âm Công chúa Chị gái hoàng đế Lưu Tử Nghiệp. Nhan sắc mỹ mạo nhưng tính tình phóng đãng dâm dật. Dù đã có phò mã, Sở Ngọc vẫn xin đệ đệ tuyển chọn mỹ nam thành Kiến Khang dâng đến phủ Công chúa, trong đó có Dung Chỉ. Tử Nghiệp yêu chiều chị gái hết mực, do Sở Ngọc đeo túi thơm mà Dung Chỉ bào chế - có sẵn hương liệu giúp an thần tĩnh trí. Mỗi khi cô xuất hiện, hắn luôn thấy thoải mái nên răm rắp nghe lời. Trong một lần về phủ, xe bò tót chở Công chúa gặp nạn khiến cô ngã xuống hồ. Thiên cơ các đã nhanh chóng hoán đổi nội gián Chu Tước/Sở Tú vào thay thế Sở Ngọc. |
| Quan Hiểu Đồng | Chu Tước (朱雀) Tên thật: Lưu Sở Tú (刘楚琇) | Sơn Âm Công chúa (giả mạo) → Nhiếp Chính vương phi Em sinh đôi của Sở Ngọc nên có dung mạo giống nhau. Vừa ra đời bị mẹ là Thái hậu Vương Hiến Nguyên sai giết vì khắc mệnh Tiên đế. Cung nữ thương tình đưa cô đến nhà dân nhờ cưu mang. Lớn lên làm việc cho Thiên Cơ Các, lấy tên Chu Tước. Tử Nghiệp đại nghịch bất đạo, hoàng thân Lưu Tống nhờ Thiên Cơ Các can thiệp. Sở Tú được phái đóng giả Sở Ngọc để tiếp cận và mưu sát Tử Nghiệp. Sở Ngọc ngã hồ và mất tích, Sở Tú thay chị về phủ, giả mất trí nhớ, song song bồi dưỡng tâm phúc Hoàn Viễn. Sau một thời gian cùng Dung Chỉ nảy sinh tình cảm. Trong quá trình tiếp cận Lưu Tử Nghiệp, cô động lòng trắc ẩn, một phần vì họ là tỷ đệ ruột, ngoài ra cô phát hiện Tử Nghiệp từ nhỏ bị các phi tần và huynh đệ bạo hành nên mắc chứng tâm thần, luôn muốn giết người. Trong lúc do dự, cô chứng kiến nhiều người vô tội chết oan, bao gồm Phấn Đại - bạn tốt của mình, nên quyết mượn tay phản tặc để giết Tử Nghiệp. Tử Nghiệp chết, Sở Tú trốn khỏi Kiến Khang, phát hiện Dung Chỉ lợi dụng mình vì mưu đồ riêng, cô đoạn tình với anh, cùng thân tín trong phủ rời xa kinh thành, sống tiêu dao tự tại. Dung Chỉ giả vờ nhảy vực để chiếm được tình cảm của Sở Ngọc, khiến cô đau lòng nuối tiếc. Cô bị Thiên Như Kính cho uống thuốc lãng quên 1 phần ký ức để tiếp tục sống dưới thân phận Sở Ngọc. Quân Bắc Ngụy liên tiếp tấn công, chiếm được nhiều thành của Lưu Tống. Hoàng đế Lưu Tống bấy giờ là Lưu Úc, chú của Tử Nghiệp, ép cháu gái liên hôn với Bắc Ngụy để cầu hòa. Tại đây, cô gặp lại Nhiếp chính vương Bắc Ngụy, không ai khác chính là Dung Chỉ năm xưa, nhưng cả hai đều không nhớ về nhau. Sở Ngọc lại tiếp tục sống giữa những âm mưu sóng gió của triều đình Bắc Ngụy, những toan tính, lợi dụng và tranh đấu... |
| Tống Uy Long   | Phùng Dung Chỉ (馮容止)                      | Sơn Âm Công chúa môn khách → Nhiếp Chính vương Bắc Ngụy Em trai Phùng Đình, Thái hậu Bắc Ngụy. Vào phủ Sơn Âm Công chúa làm nội gián, nhận ra Sở Ngọc có nhiều điểm khác thường nên biết cô giả mạo. Sau bao lần vạch trần thất bại, anh tiếp tục ở bên Sở Ngọc để thực hiện mục đích, dần dần có tình cảm với cô. Sau khi mất trí nhớ, Dung Chỉ tranh quyền Nhiếp chính với Khang vương - anh trai Thác Bạt Hoằng, Hoàng đế Bắc Ngụy. Để được Mã thừa tướng ủng hộ, anh giao dịch với Mã Tuyết Vân - con gái thừa tướng, đóng giả đôi uyên ương chung tình. Thừa tướng chấp nhận hôn sự, từ đó phò trợ con rể. Khi này, triều đình buộc anh liên hôn với Sơn Âm Công chúa. Sở Ngọc trở thành Vương phi, còn Tuyết Vân giáng làm thiếp. Anh giả vờ sủng ái Tuyết Vân để lấy lòng Thừa tướng, đến khi Sở Ngọc liên tiếp bị hại thì trở nên bất bình và bảo vệ cô. Sở Ngọc thấy Dung Chỉ là kẻ vụ lợi nên trốn về Lưu Tống để xa rời anh. Dung Chỉ chạy theo thuyết phục, khiến Hoàng thượng và Thái hậu bất bình. Hoàng thượng e ngại quyền lực của Nhiếp Chính vương nên ban độc dược. Thái hậu muốn tha, song vì không muốn Dung Chỉ thành mối nguy hại, đã tráo thuốc dị tật cho anh uống. Anh mua chuộc cung nữ bên Thái hậu nên bình an vô sự, tiếp tục cùng Sở Ngọc hạnh phúc bền lâu. |

### Diễn viên phụ

#### Phủ Công chúa
| Diễn viên          | Vai diễn                    | Giới thiệu |
| ------------------ | --------------------------- | --- |
| Chu Tiễn           | Hà Tập (何戢)               | Phò mã Sơn Âm Công chúa Chồng Sở Ngọc. Tỏ ra tôn trọng Sở Ngọc, thực tế y xấu hổ trước sự hoang dâm vô độ của vợ. Tử Nghiệp bị phản quân sát hại. Lưu Úc lên ngôi, y vào cung báo Lưu Úc rằng công chúa không phải Lưu Sở Ngọc nhưng cuối cùng bị chính Lưu Úc ra lệnh giết chết. |
| Trương Siêu Nhân   | Việt Tiệp Phi (越捷飞)      | Thị vệ phủ Công chúa Cận vệ thân tín của Sở Ngọc. |
| Hồng Nghiêu        | Hoàn Viễn (桓远)            | Môn khách phủ Công chúa Xuất thân từ gia tộc họ Hoàn, vốn bị họ Lưu tiêu diệt. Một trong những sủng nam của Sở Ngọc, có tài làm thơ. Ban đầu muốn chạy trốn khỏi Sở Ngọc nhưng về sau lại yêu cô. |
| Lý Tông Lâm        | Hoa Thác (花错)             | Môn khách phủ Công chúa Một kiếm khách được Dung Chỉ cứu mạng, đưa về phủ Công chúa. Nhất mực trung thành với Dung Chỉ, ngoài Dung Chỉ anh không nghe bất kì ai ra lệnh. Thậm chí từng ghét Sở Ngọc vì không quan tâm đến Dung Chỉ. Tử Nghiệp chết, Sở Ngọc nhờ Hoa Thác đưa Dung Chỉ và các thân tín rời phủ. Trên đường đi, Dung Chỉ hé lộ chỉ lợi dụng anh vì kế hoạch riêng của mình. Hoa Thác bức xúc, nguyền rủa Dung Chỉ cả đời bị người mình yêu phụ tình. |
| Lư Trác            | Liễu Sắc (柳色)             | Môn khách phủ Công chúa Xuất thân từ gia đình nghèo, được Sở Ngọc chú ý vì vẻ điển trai. Vốn lợi dụng Sở Ngọc để kiếm lợi cho gia đình. |
| Kim Hạo Thần       | Mặc Hương (墨香)            | Môn khách phủ Công chúa Một trong những sủng nam của Sở Ngọc, có nhan sắc và mùi hương đặc biệt. Mặc Hương hợp tác với Dung Chỉ, thực tế luôn bị Dung Chỉ lợi dụng. |
| Thạch Duyệt An Hâm | Bách Lý Lưu Tang (百里流桑) | Môn khách phủ Công chúa Sủng nam nhỏ tuổi nhất của Sở Ngọc. Về sau tình như tỷ đệ. Sau khi Tử Nghiệp chết, cậu gặp lại người chị thất lạc nhiều năm. Sở Ngọc tuy không nỡ, nhưng lại kiên quyết đuổi Lưu Tang về với chị. |
| Cao Vũ Nhi         | Phấn Đại (粉黛)             | Thị nữ phủ Công chúa Làm việc cho Thiên Cơ Các, là tỷ muội tốt của Chu Tước/Sở Tú. Nhập phủ hầu hạ Sơn Âm Công chúa một thời gian, nắm rõ từng vết sẹo trên người Sở Ngọc. Sở Tú ngần ngại giết Tử Nghiệp, Thiên Cơ Các lệnh Phấn Đại làm thay trong vòng 3 ngày, vì thế cô quyến rũ Tử Nghiệp, được sủng hạnh và mang về hậu cung. Lén ám sát trong lúc Tử Nghiệp đang ngủ, bị phát giác và tra tấn tàn bạo. Sở Tú vào cung, ép khai kẻ chủ mưu (vốn mong Phấn Đại khai ra mình). Phấn Đại thà chết không phản nên cắn lưỡi tự tử. Có tình cảm với Mặc Hương, chưa kịp thành đôi thì chết thảm. |
| Trương Dịch Hề     | Ấu Lam (幼蓝)               | Thị nữ phủ Công chúa Cung nữ của Sở Ngọc, thích Dung Chỉ và luôn nghe lời anh. Sở Tú nhân cơ hội phạt Ấu Lam tội bất tuân, thay bằng cung nữ Phấn Đại để dễ hợp tác hành sự. |

#### Triều đình Lưu Tống
| Diễn viên       | Vai diễn                   | Giới thiệu |
| --------------- | -------------------------- | --- |
| Trương Dật Kiệt | Lưu Tử Nghiệp (刘子业)     | Lưu Tống Tiền Phế đế Biểu tự Pháp Sư (法師), là một hôn quân vô đạo, lạm sát triều thần. Rất yêu chiều và thân thiết với Sơn Âm Công chúa. Chỉ cần Sở Ngọc xuất hiện, hắn gạt bỏ mọi ý định giết người và ngoan ngoãn phục tùng. Sở Tú phát hiện ngày xưa Sở Ngọc dùng túi thơm với hương liệu đặc biệt, giúp trấn tĩnh cơn điên của Tử Nghiệp. Sau đó, Tử Nghiệp hé lộ quá khứ đáng thương: bị Tiên đế doạ phế ngôi Thái tử; phi tần ai nấy đều xem thường; thậm chí bị huynh đệ ruột lăng nhục trước mặt hạ nhân, không ai mảy may thương xót. Chấn động tâm lý từ nhỏ, lớn lên thành bệnh tâm thần. Niệm tình máu mủ, Sở Tú từng muốn tha cho Tử Nghiệp, song cái chết của Phấn Đại khiến cô trở nên phẫn nộ. Trước khi kết liễu Tử Nghiệp, Sở Tú hồi tưởng khoảnh khắc vui đùa của hai chị em, bên cạnh đó là cái chết của những người vô tội. Cuối cùng, cô không xuống tay nhưng mượn tay phản tặc làm điều đó. |
| Dương Minh Na   | Vương Hiến Nguyên (王宪嫄) | Hoàng thái hậu → Văn Mục Hoàng hậu (truy phong) Hoàng thái hậu Lưu Tống, mẹ Sở Ngọc, Sở Tú và Tử Nghiệp. Sở Tú khắc mệnh, vừa ra đời đã bị Tiên đế ép chết. Thái hậu sai cung nữ đem đi giết, cung nữ không nỡ xuống tay, bèn đưa tiểu Công chúa đến nhà người dân nhờ nuôi giúp. Sở Tú hận mẹ, trước khi bà chết đã chạy đến chất vấn. Thái hậu ân hận, dặn Sở Tú nếu sau này phản quân kéo đến, hãy đến giường ngủ của bà, bên dưới là mật đạo dẫn ra khỏi cung. Nhờ vậy, Sở Tú đã thoát thân khi bị Phò mã truy sát. |
| Khương Bành     | Lưu Hưu Nhân (刘休仁)      | Con trai thứ 12 của Lưu Tống Văn Đế, chú ruột Tử Nghiệp. Tước Kiến An vương (建安王). |
| Lưu Ân Thượng   | Lưu Úc (刘彧)              | Con trai thứ 11 của Lưu Tống Văn Đế, chú ruột Tử Nghiệp. Tước Tương Đông vương (湘東王). |
| Hoàng Tuấn Bân  | Lưu Sưởng (刘昶)           | Con trai thứ 9 của Lưu Tống Văn Đế, chú ruột Tử Nghiệp. Tước Nghĩa Dương vương (义阳王). |
| Dương Hồng Vũ   | Thẩm Khánh Chi (沈庆之)    | Đại tướng quân Lưu Tống, giữ chức Thái úy. |
| Cung Chính      | Thọ Tịch Chi (寿寂之)      | Giúp Lưu Úc giết chết Tử Nghiệp. |

#### Triều đình Bắc Ngụy
| Diễn viên      | Vai diễn                | Giới thiệu |
| -------------- | ----------------------- | --- |
| Bạch Lộc       | Hoắc Toàn (霍璇)        | Nữ tướng quân, hồng nhan tri kỉ của Dung Chỉ. Biết được cảm tình của Dung Chỉ đối với Sở Ngọc, bèn chủ động từ bỏ chàng. Hoàng đế lo sợ thế lực của nàng, quyết tâm truy sát, được Dung Chỉ bảo vệ, sau vướng vào tình ái với Cố Hoan. Khi nhận ra mình bị Cố Hoan lợi dụng, cô giết anh rồi tự vẫn chết theo. |
| Bạch Lộc       | Lạc Uẩn (乐蕴)          | Vương phi của Khang vương Thác Bạt Vân. Có dung mạo y hệt Hoắc Toàn. Được Dung Chỉ gài đến bên mê hoặc Khang vương. Vì giống Hoắc Toàn, cô được sủng ái như vật thay thế. Sau nảy si tình với Khang vương, nguyện làm vật thay thế cả đời. Khang vương mưu phản không thành, giả điên để được sống, bị người hầu trong phủ ức hiếp, Lạc Uẩn vẫn bên cạnh chăm sóc. Dùng kế giết Tề Hằng (thân cận của Thác Bạt Vân), thiêu rụi vương phủ và khuyên Khang vương trốn thoát, sau đó hi sinh chết cháy tại phủ để phu quân không bị nghi ngờ. |
| Mễ Nhiệt       | Thác Bạt Vân (拓跋昀)   | Khang vương dưới triều đình Bắc Ngụy. Giành ngôi vị Nhiếp Chính vương với Dung Chỉ nhưng thất bại. Năm lần bảy lượt tìm kế giá họa nhằm lật đổ Dung Chỉ, song luôn bị Dung Chỉ tố giác. Mến mộ Hoắc Toàn từ thuở niên thiếu nhưng bị cự tuyệt, đành sủng ái Lạc Uẩn - một người có dung mạo y hệt Hoắc Toàn để thay thế. Bất mãn Hoàng đế Thác Bạt Hoằng nên lập kế mưu phản. Bị Thác Bạt Hoằng chặn đứng âm mưu nên phải giả điên để tiếp tục sống trong phủ. Nhờ kế sách của Lạc Uẩn, y trốn khỏi phủ, liên kết Thiên Cơ Các để mưu phản lần nữa. Tuy nhiên y vẫn bị Dung Chỉ qua mặt, kết cục chết dưới nhát đao của Thác Bạt Hoằng. |
| Ngô Cẩn Ngôn   | Phùng Đình (冯婷)       | Phùng Thái hậu của Bắc Ngụy, chị gái Dung Chỉ. Dưỡng mẫu của Thác Bạt Hoằng, luôn tỏ ra thương yêu Hoàng đế, song ngấm ngầm hại y, thao túng toàn bộ triều đình Bắc Ngụy. Cuối phim hạ độc Thác Bạt Hoằng, phong con trai y làm Tân đế, trở thành Thái hoàng thái hậu thuỳ liêm thính chính. |
| Thạch Vân Bằng | Thác Bạt Hoằng (拓拔弘) | Hoàng đế Bắc Ngụy, lấy hiệu Hiến Văn Đế. Luôn ra vẻ nhân từ, điềm tĩnh, thực chất lòng dạ tiểu nhân, đa nghi khó lường. Lấy ngôi Nhiếp chính vương làm mồi nhử để Dung Chỉ và Khang vương giằng co, hòng giữ cục diện ở thế có lợi cho mình. Âm thầm bố trí tai mắt trong Long Lâm quân, ngăn chặn mọi âm mưu soán ngôi lật đổ. Bởi bản tính đa nghi nên luôn lo sợ Hoắc gia quân của Hoắc Toàn lớn mạnh, sẽ có ngày tạo phản nên lập mưu vu oan Hoắc Toàn ăn chặn quân hưởng nhằm đẩy Hoắc Toàn vào chỗ chết. Bị sủng phi Hồng Tụ và Khang vương hợp mưu lật đổ nhưng nhờ Dung Chỉ kịp thời ngăn cản. Dung Chỉ càng lập được nhiều chiến công lại càng khiến Thác Bạt Hoằng lo sợ Dung Chỉ "công cao chấn chủ", hoàng vị bị đe dọa nên cùng Phùng Thái hậu lập mưu trừ khử Dung Chỉ. Giả vờ uống rượu độc và thổ huyết trước đại điện, sau đó đổ tội cho Dung Chỉ hạ độc, ép Dung Chỉ phải chết. Cuối cùng, loại được Dung Chỉ nhưng bản thân cũng trúng kế của Phùng Thái hậu mà băng hà. Con trai Thác Bạt Hoành đăng cơ, trở thành tiểu Hoàng đế.                                                                                                |
| Vu Nghiêu      | Thác Bạt Vũ (拓跋羽)    | Tự Thúc Phiên (叔翻), hoàng tử nhà Bắc Ngụy, con trai thứ tư của Bắc Ngụy Hiến Văn đế. |
| Triệu Lộ Tư    | Mã Tuyết Vân (马雪云)   | Con gái thừa tướng Mã Trung Lương (马中良), người ủng hộ Dung Chỉ lên ngôi Nhiếp Chính Vương. Ban đầu, cô và Dung Chỉ giao dịch: giả vờ chung tình trước mặt Thừa tướng để ông giúp Dung Chỉ thuận lợi làm Nhiếp Chính Vương, đổi lại Dung Chỉ phải đảm bảo vinh hoa phú quý cho Mã gia. Dung Chỉ cư xử dịu dàng khiến cô dần nảy sinh tình cảm. Tài nữ Bình Thành, xuất thân cao quý, nhưng chỉ được làm Trắc phi của Nhiếp chính vương, nguyên nhân Sở Ngọc là Công chúa Lưu Tống, được đưa đến Bắc Nguỵ liên hôn, vô tình đoạt vị trí chính thất. Tuyết Vân không cam tâm nên năm lần bảy lượt giá hoạ Sở Ngọc. Biết rõ sức khoẻ yếu không thể sinh con, cô vẫn cố tình mang thai với Dung Chỉ, sau đó tự dùng chu sa làm hư thai, vu cáo Sở Ngọc bỏ chu sa vào son để hãm hại. Ngoài ra, tự lóc thịt để nấu thuốc cho Dung Chỉ, ép y phải chung tình với mình. Tuy nhiên Dung Chỉ quan tâm đến Sở Ngọc chứ không hề thật lòng với Tuyết Vân. Về sau, phát hiện mình bị Dung Chỉ và phụ thân xem là con cờ, Tuyết Vân càng căm hận Sở Ngọc. Khi sức khỏe hư nhược, vô phương cứu chữa, cô nhảy thành tự vẫn, dàn cảnh Sở Ngọc đẩy mình ngã xuống. |
| Lý Xuân Ái     | Phong Hồng Tụ (封红袖)  | Xuất thân hàn vi, gia cảnh vô cùng khó khăn, được Dung Chỉ bồi dưỡng nên cố ý kết giao với Sở Ngọc trước khi nhập cung. Sau được phong Quý nhân (封贵人). Là người tâm tư kín kẽ, giỏi đoán ý người khác, biết cách lấy lòng Thác Bạt Hoằng. Sau khi mang thai được tấn phong Huệ phi (惠妃), dần lộ dã tâm muốn làm Thái hậu nên gièm pha Phùng Thái hậu hãm hại Duyệt phu nhân - sinh mẫu của Bát hoàng tử, rồi cấu kết với Thiên Cơ các và Khang vương mưu hại hoàng đế để đưa con mình lên ngôi. Mưu sự không thành nên bị tống giam, sau Phùng Thái hậu mưu hại Thác Bạt Hoằng, đưa con của Hồng Tụ lên ngôi, Hồng Tụ bị giết theo quy định "Tử quý mẫu tử". |

#### Khác
| Diễn viên       | Vai diễn                 | Giới thiệu |
| --------------- | ------------------------ | --- |
| Trương Hinh Dư  | Vương Ý Chi (王意之)     | Xuất thân từ Lang Tà Vương thị thế tộc, được biết đến với vẻ điển trai làm điên đảo chúng sinh. Là một người bạn thân của Lưu Sở Ngọc.                                                                                              |
| Lưu Trạch Quần  | Thiên Như Kính (天如镜)  | Người kế thừa của Thiên Như Nguyệt, biết mọi thứ về quá khứ và tương lai, cũng yêu Lưu Sở Ngọc. |
| Hà Phụng Thiên  | Cố Hoan (顧歡)           | Là Thiên Cơ Các chủ, mục đích lật đổ hoàng đế Tử Nghiệp. Si tình nữ tướng Hoắc Toàn. Ban đầu chỉ muốn lợi dụng nàng ta để thực hiện mục đích, nhưng không ngờ vướng vào ái tình. Hoắc Toàn biết được chân tướng, giết chết Cố Hoan. |
| Trương Nam      | Chung Niên Niên (钟年年) | Chị gái của Bách Lý Lưu Tang, thiên hạ đệ nhất mỹ nhân, có giao du với Vương Ý Chi. Có cảm ân lớn đối với Dung Chỉ, nguyện vì Dung Chỉ làm mọi việc.                                                                                |
| Lợi Tình Thiên  | Tiêu Đạo Thành (蕭道成)  | Một nam tử thư sinh, giỏi đánh đàn, không vừa mắt Lưu Sở Ngọc. Sau là Nam Tề Cao Đế. |
| Triệu Dịch Khâm | Giang Yêm (江淹)         | Nhà thơ trứ danh thời Lưu Tống, sau phục vụ nhà Lương. Sự nghiệp văn chương của ông được đúc kết thành một câu thành ngữ: "Giang Lang tài tận" - chỉ về tài năng sớm nở rộ nhưng cũng chóng thui chột.                              |

## Nhạc phim
| STT | Nhan đề                                  | Phổ lời  | Phổ nhạc  | Ca sĩ    | Thời lượng |
| --- | ---------------------------------------- | -------- | --------- | -------- | ---------- |
| 1.  | "Phượng tù hoàng (凤囚凰)" (Nhạc mở đầu) | Vu Chính | Đàm Tuyền | Bạch Lộc | 5:03       |
| 2.  | "Giang Nam hận (江南恨)" (Nhạc kết thúc) | Vu Chính | Lục Hổ    | Lục Hổ   | 4:28       |

## Hoạt động quảng bá
| Ngày      | Hoạt động                                             | Các diễn viên tham dự |
| --------- | ----------------------------------------------------- | --------------------- |
| 26/1/2018 | Ngày ngáy tiến lên                                    | Tống Uy Long          |
| 26/1/2018 | Hồ Nam TV trao giải Duyệt vắn siêu cấp phong vân 2017 | Tống Uy Long          |
| 10/2/2018 | Happy Camp                                            | Tống Uy Long          |